# 琉球歷史年表
以下為琉球群島（沖繩、奄美）歷史大事年表。

## 年表

### 獨立王國時代（？－1879年）
- （《隋書》中有關於「流求國」的記載，有人認為即是「琉球國」。因有爭議，故略去不計。）
- 753年 唐朝僧人鑒真赴日本傳播佛教，至阿兒奈波島（沖繩本島）停泊。
- 1187年 舜天即位為王，建舜天王朝。
- 1260年 英祖即位，建立英祖王朝。
- 1322年 怕尼芝建北山國，三山時代開始。
- 1349年 察度即位，建察度王朝。
- 1372年 明太祖遣楊載詔諭三山，察度遣弟泰期赴明朝貢。
- 1383年 南山國、北山國向明朝朝貢。
- 1389年 察度遣使通好於高麗。
- 1392年 明太祖派閩人三十六姓至中山王國。（後定居於久米村）
- 1406年 尚巴志奪取中山王位，奉父思紹為王，建第一尚氏王朝。
- 1416年 尚巴志滅北山國，以次子尚忠為北山監守。
- 1428年 建立中山門。
- 1429年 尚巴志王滅南山國，統一三山。
- 1430年 明宣宗冊封尚巴志為王，改國號「中山」為「琉球」。
- 1453年 志魯布里之亂，首里城全燬。
- 1458年 護佐丸阿麻和利之亂。
- 1466年 尚德王遠征奄美諸島。
- 1469年 尚圓王即位，建第二尚氏王朝。始建瑞泉門。
- 1500年 石垣島赤蜂之亂，被尚真王鎮壓。
- 1511年 尚真王征服久米島。誅滅具志川按司勢力。
- 1519年 建園比屋武御嶽石門。
- 1522年 鎮壓與那國島サンアイ・イソバ和宮古島仲宗根豐見親的叛亂。（鬼虎之亂）
- 1527年 建守禮門。
- 1531年 編纂《おもろさうし》第1卷。
- 1546年 建三重城、屋良座森城，以護衛那霸港。首里繼世門建成。
- 1556年 倭寇過境琉球，被尚元王擊敗。
- 1570年 南洋貿易被廢止。
- 1571年 尚元王鎮壓奄美大島的叛亂。
- 1605年 甘薯傳入琉球。
- 1609年 薩摩入侵琉球，尚寧王被薩摩俘至鹿兒島。
- 1611年 尚寧王謁見德川家康、德川秀忠。《掟十五條》（掟十五ヶ条）簽訂，琉球淪為薩摩的附屬國。
- 1632年 琉球王府在被薩摩藩佔領的島嶼建立館舍。
- 1634年 琉球國開始向日本江戶幕府派遣慶賀使、謝恩使。（江戸上り）
- 1636年 「琉球國王」的稱號被薩摩剝奪，改稱「琉球國司」。
- 1637年 先島群島開始徵收人頭稅。
- 1650年 向象賢開始編纂琉球第一部史書《中山世鑑》。
- 1660年 首里城失火全燬。
- 1665年 向象賢（羽地朝秀）改革開始。
- 1672年 重建首里城。
- 1701年 蔡鐸始撰《中山世譜》。
- 1712年 薩摩同意尚敬王恢復「琉球國王」稱號。
- 1719年 向受祐（玉城朝薰）組踊上演。
- 1728年 蔡溫改革開始。
- 1745年 鄭秉哲（伊佐川佑實）始撰《球陽》。
- 1786年 馬國器（與那原良矩）等人奉命制定琉球科律。
- 1795年 一隻英國測量船在宮古群島的多良間島附近的海域遇難。
- 1798年 琉球的最高學府國學（今首里高等學校）開辦。
- 1816年 法國海軍至那霸港。
- 1846年 匈牙利傳教士伯德令來琉。
- 1853年 美國馬休·佩里來琉，《琉美修好條約》簽訂。
- 1859年 牧志恩河事件。
- 1872年 日本廢琉球國為琉球藩，迫使琉球與清朝斷絕關係。（第一次琉球處分）
- 1879年 日本廢除琉球藩，改為沖繩縣，遷尚泰王於東京。（第二次琉球處分）

### 大日本帝國沖繩縣時代（1879年－1945年）
- 1892年 奈良原繁出任沖繩縣知事。
- 1893年 琉球新報創刊。
- 1903年 沖繩縣土地整理法施行。
- 1908年 廢除間切制，施行島嶼町村制。
- 1914年 首里－那霸電車線路開通。
- 1921年 日本皇太子裕仁訪歐，在那霸港停泊。
- 1942年 NHK沖繩放送局開始播放。
- 1945年 沖繩島戰役，美軍佔領琉球群島。

### 美國治理琉球時期（1945年－1972年）
- 1948年 美軍發行B型軍票，禁止其他貨幣流通。
- 1951年 琉球大學開學。
- 1952年 琉球政府成立。
- 1958年 B型軍票被美元代替。
- 1968年 日本首相佐藤榮作訪問沖繩。
- 1970年 胡差暴動（コザ暴動）。琉球獨立黨成立，野底武彥為黨首。
- 1972年 美國將琉球群島移交日本管理。

### 現今（1972年至今）
- 1973年 沖繩特別國體（若夏國體）開幕。
- 1975年 沖繩國際海洋展覽會開幕。
- 1978年 730事件
- 1987年 第42回國民體育大會（海邦國體）開幕。
- 1992年 首里城正殿復原，首里城公園開園。
- 2000年 第26回八大工業國組織首腦會議在沖繩開幕。
- 2003年 連接那霸空港和首里的沖繩都市單軌電車開通。
- 2005年 屋良朝助成為琉球獨立黨黨首。
- 2008年 琉球獨立黨更名為「嘉利吉俱樂部」。